# Jorge Ángel Saldía Pedraza
Jorge Ángel Saldía Pedraza OP (* 13. August 1968 in La Arboleda, Provinz Ichilo, Bolivien) ist ein bolivianischer Ordensgeistlicher und römisch-katholischer Bischof von Tarija.

## Leben
Jorge Ángel Saldía Pedraza trat 1993 dem Dominikanerorden bei und empfing am 25. Mai 2001 das Sakrament der Priesterweihe.
Papst Franziskus ernannte ihn am 25. März 2014 zum Titularbischof von Phelbes und zum Weihbischof im Erzbistum La Paz. Die Bischofsweihe spendete ihm und dem gleichzeitig ernannten Weihbischof Aurelio Pesoa Ribera OFM der Erzbischof von La Paz, Edmundo Luis Flavio Abastoflor Montero, am 5. Juni desselben Jahres. Mitkonsekratoren waren der Erzbischof von Santa Cruz de la Sierra, Sergio Alfredo Gualberti Calandrina, und der Apostolische Vikar von Ñuflo de Chávez, Bonifacio Antonio Reimann Panic OFM.
Am 11. Oktober 2019 ernannte ihn Papst Franziskus zum Bischof von Tarija. Die Amtseinführung fand am 12. Dezember desselben Jahres statt.